# جان بی. کاب
جان بی. کاب (انگلیسی: John B. Cobb؛ زادهٔ ۹ فوریهٔ ۱۹۲۵) یک متخصص الهیات، فیلسوف و طرفدارحفظ محیط‌زیست‌ِ اهل ایالات متحده آمریکا است.